# James Robertson

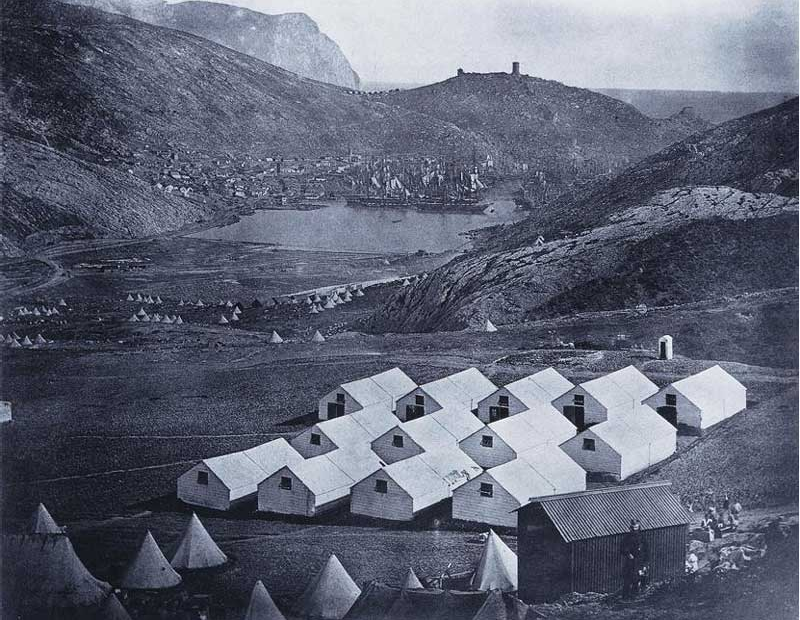
Campo de batalla en Balaclava durante la Guerra de Crimea. Fotografía tomada en 1860 y publicada por "Robertson & Beato".

James Robertson (Middlesex, 1813 – abril de 1888) fue un fotógrafo británico; también tallaba y trabajaba con gemas y monedas. Trabajó en la región mediterránea, Crimea y la India y fue uno de los primeros fotógrafos de guerra.